# Extinction non photochimique
L'extinction non photochimique (en anglais : non-photochemical quenching ou NPQ) est l'un des mécanismes utilisés par les plantes et notamment par les algues pour se protéger des effets d'une intensité lumineuse trop élevée. Il implique l'extinction des chlorophylles à l'état excité singulet (Chl) via une conversion interne améliorée vers l'état fondamental (décroissance non radiative), dissipant ainsi sans danger l'excès d'énergie d'excitation sous forme de chaleur par le biais de vibrations moléculaires.
L'extinction non photochimique existe chez presque tous les eucaryotes photosynthétiques (algues et plantes). Il les aide à réguler et à protéger la photosynthèse dans des environnements où l'absorption d'énergie lumineuse dépasse la capacité d'utilisation de la lumière par la photosynthèse.

## Mécanismes biochimiques en jeu

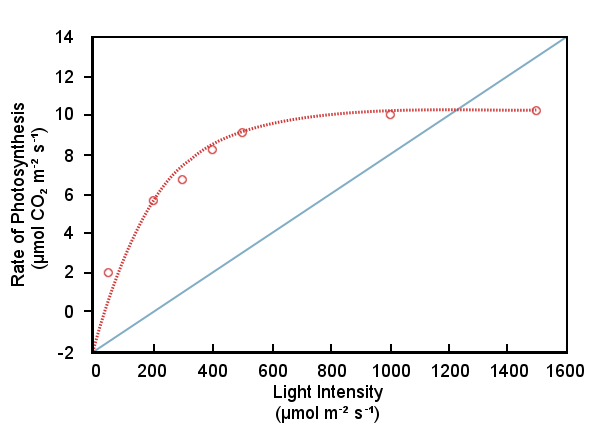
L'assimilation du carbone (ligne rouge) tend à saturer aux intensités lumineuses élevées, alors que l'absorption de la lumière (ligne bleue) augmente linéairement.

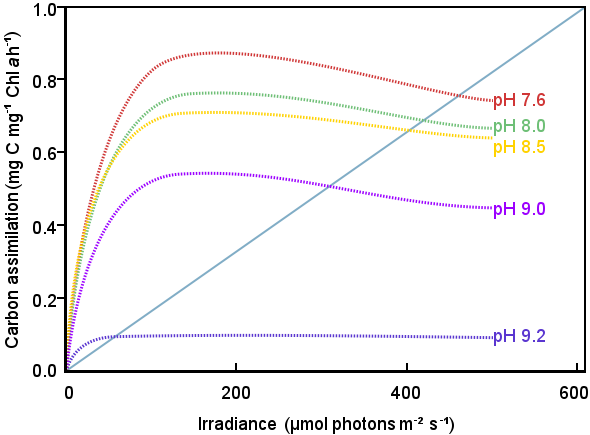
La relation entre l'irradiance et l'assimilation du carbone pour une monoculture du plancton Woloszynskia halophila à différents pH.

Quand une molécule de chlorophylle absorbe de la lumière, elle passe de son état fondamental à son premier état excité dit « singulet ».

Cet état excité peut ensuite évoluer de trois grandes manières possibles.
1. soit l'énergie reçue par la molécule de chlorophylle peut être transmise à une autre molécule de chlorophylle par transfert d'énergie de résonance de Förster (l'excitation est ainsi progressivement transmise aux centres de réaction photochimique (photosystème I et photosystème II) où l'énergie est utilisée dans la photosynthèse ; on parle alors d'extinction photochimique) ou ;
2. soit l'état excité revient à l'état fondamental en émettant de l'énergie sous forme de chaleur (c'est ce qu'on dénomme extinction non photochimique)
3. soit l'état excité revient à l'état fondamental en émettant un photon (fluorescence).

Les végétaux supérieurs continuent à absorber la lumière au fur et à mesure que l'intensité lumineuse augmente, mais pendant que leur capacité de photosynthèse tend à saturer.
Il existe un excès d'énergie lumineuse au-delà duquel les systèmes de récolte de lumière photosynthétiques ne répond plus.
Cet excès d'« énergie d'excitation » conduit à une augmentation de la durée de vie de la chlorophylle excitée singulet, augmentant les chances de formation d'états triplets de chlorophylle à longue durée de vie par croisement inter-systèmes.
Or, la chlorophylle triplet est un puissant photosensibilisateur de l'oxygène moléculaire, formant de l'oxygène singulet, source de stress oxydatifs pour les pigments, les lipides et les protéines de la membrane thylacoïdienne photosynthétique.
Pour contrer ce stress, la plante dispose d'un mécanisme photoprotecteur qui repose sur la conversion et la dissipation de l'énergie d'excitation excédentaire en chaleur, dit d'extinction non photochimique.
Plusieurs mécanismes aboutissent à l'extinction non photochimique, le plus efficace étant l'extinction énergie-dépendante (qE), passant par l'agrégation des complexes protéines-pigments. Quand les trimères de LHCII sont isolés (en solution diluée par exemple), chaque entité se comporte indépendamment et l'énergie lumineuse absorbée est réémise sous forme de fluorescence. S'il y a assez de trimères assez proches les uns des autres (au sein des cristaux par exemple ou dans les membranes thylacoïdales non stressées), alors une part (faible) de l'énergie absorbée peut continuer à être réémise pendant que l'autre part est dissipée (sous forme de chaleur). Si l'on agrège expérimentalement in vitro des trimères d'antennes collectrices de l'énergie lumineuse, on observe une dissipation de l'énergie lumineuse sous forme de chaleur.
Ce mécanisme dans la cellule (in vivo) passe par des changements de conformation des protéines qui collectent la lumière dans le photosystème (PS) II, ce qui entraîne un changement dans les interactions pigmentaires provoquant la formation de pièges énergétiques.
Ces changements conformationnels sont stimulés par une combinaison de gradient transmembranaire de protons, la sous-unité S du photosystème II (PsBs) et la conversion enzymatique du caroténoïde violaxanthine en zéaxanthine (le cycle de la xanthophylle).
La Violaxanthine est un pigment caroténoïde en aval de la chlorophylle a et b, trouvé à l'intérieur de l'antenne du PS II et plus proche de la chlorophylle spéciale située dans le centre de réaction de l'antenne. Plus l'intensité lumineuse augmente, plus l'acidification de la lumière thylakoïde se produit par la stimulation de l'anhydrase carbonique, qui à son tour convertit le bicarbonate (HCO3) en dioxyde de carbone provoquant un afflux de CO2 et inhibant l'activité de la Rubisco oxygénase.
Cette acidification conduit aussi à une protonation de la sous-unité PsBs du PS II qui catalyse la conversion de la violaxanthine en zéaxanthine, participant à l'altération de l'orientation des photosystèmes aux moments de forte absorption lumineuse pour réduire les quantités de dioxyde de carbone créées et déclencher la extinction non photochimique, ainsi que l'activation de l'enzyme violaxanthine désépoxydase qui élimine un époxyde et forme un alcène sur un cycle à six membres de violaxanthine donnant naissance à un autre caroténoïde connu sous le nom d'anthéraxanthine.
La violaxanthine contient deux époxydes liés chacun à un cycle à six membres et lorsque les deux sont éliminés par la désépoxydase, le caroténoïde zéaxanthine est formé. Seule la violaxanthine est capable de transporter un photon vers la chlorophylle spéciale a. L'anthéraxanthine et la zéaxanthine dissipent l'énergie du photon sous forme de chaleur préservant l'intégrité du photosystème II.

## Mesure du phénomène
L'extinction non photochimique est mesurée par l'extinction de la fluorescence de la chlorophylle. Elle se distingue de l'extinction photochimique en appliquant une impulsion lumineuse brillante pour saturer de manière transitoire l'extinction photochimique, supprimant ainsi sa contribution à l'extinction observée. L'extinction non photochimique n'est pas affectée si l'impulsion lumineuse est courte. Pendant cette impulsion, la fluorescence atteint le niveau atteint en l'absence de toute extinction photochimique, dit fluorescence maximale, {\displaystyle F_{m}}.
La fluorescence de la chlorophylle peut être facilement mesurée avec un fluoromètre à chlorophylle. Certains fluorimètres peuvent calculer les coefficients de trempe NPQ et photochimique (y compris qP, qN, qE et NPQ), ainsi que les paramètres d'adaptation à la lumière et à l'obscurité (y compris Fo, Fm et Fv/Fm).